# Pedro Antonio Sánchez López
|  | No s'ha de confondre amb Pedro Antonio Sánchez Moñino. |

Pedro Antonio Sánchez López (Puerto Lumbreras 30 de gener de 1976) és un polític murcià del Partit Popular, President de la Regió de Múrcia entre 2015 i 2017, quan va haver de dimitir en ser investigat per corrupció.